# Harold Greenwood
Harold Gustave Francis Greenwood (Peterborough, Ontario, 1894. november 15. – 1978. július 8.) Európa-bajnoki bronzérmes kanadai-brit jégkorongozó, olimpikon.
Mint akkoriban sok brit jégkorongozó, ő is kanadai származású volt.
Az 1928. évi téli olimpiai játékok részt vett a jégkorongtornán, a brit válogatottban. 3 mérkőzésen játszott és nem ütött gólt. Összesítésben a 4. helyen végeztek. Ez az olimpia Európa-bajnokságnak is számított, így Európa-bajnoki bronzérmesek lettek.